# Els Angles
|  | Aquest article tracta sobre la vila del Capcir. Vegeu-ne altres significats a «angle (desambiguació)». |

Els Angles ([əl'zaŋglis], estàndard [əl'zaŋgləs], oficialment en francès Les Angles) pertany a la comarca nord-catalana del Capcir.
El poble dels Angles és un important centre turístic, ja que disposa de pistes d'esquí i d'un parc d'animals (Parc animalier des Angles) entre altres reclams. Cada any celebra un festival dedicat a la cultura catalana anomenat FestiCatalAngles.

## Etimologia
Segons alguns autors el nom de la localitat pot fer referència a la forma del vilatge en tascó punxut (com el cuny per a fendre la llenya). Tanmateix, Joan Coromines hi atribueix un origen molt més senzill, i versemblant, relacionat amb la natura: és un nom hidrogràfic i orogràfic, que descriu els nombrosos angles que marquen els meandres de l'Aude en aquest territori.

## Geografia

### Localització i característiques generals del terme

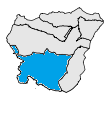
Situació de la comuna dels Angles en el Capcir

El terme comunal dels Angles, de 4.320 hectàrees d'extensió (el més extens del Capcir, després del de Formiguera) és situat a l'extrem sud-oest de la comarca del Capcir. És al límit amb les del Conflent i de l'Alta Cerdanya. La capçalera alta de l'Aude és en aquesta comuna, amb l'Embassament de Matamala com a punt de referència important.
El terme dels Angles està format per dues valls, el massís muntanyós que les separa i, a l'extrem oriental, la plana de la llera de l'Aude, on es troben el poble dels Angles i el Llac de Matamala. Al sud del terme hi ha tota la vall de capçalera de l'Aude; al nord, tota la capçalera i el curs mitjà del Rec de Vallsera. Separa aquestes dues valls el massís del Roc d'Aude, del Mont Llaret i del Pic de la Socarrada, en el vessant oriental del qual es troba la gran estació d'esquí dels Angles, que arriba fins al costat de ponent del mateix poble d'aquest nom.
En el seu extrem nord-oest, el terme dels Angles supera la carena que separa les conques de la Tet i de l'Aude, ja que arriba fins a la Bollosa, o Estany de la Bollosa, ocupant tot el vessant oriental d'aquest llac, on es troba la partida del Malpàs de la Bollosa. La resta de la comuna és tota dins de la conca de l'Aude. El Xalet - Refugi de la Bollosa i més de la meitat de la resclosa de la Bollosa són dins del terme dels Angles.
A l'extrem nord-oest, el terme dels Angles fa un apèndix que s'allargassa cap al nord-oest entre els termes de Formiguera, al nord-est, i d'Angostrina i Vilanova de les Escaldes, al sud-oest. És la vall del Rec de la Coma de la Llosa, i arriba fins al Puig Peric i el Petit Peric, on assoleix el 2.810 m alt, la màxima de tot el terme. Des del Puig Peric, el termenal amb Formiguera segueix la carena més alta del terme: els esmentats pic Gros i pic Petit del Puig Peric, Serra dels Alarbs i Puig del Pam, de 2.470 m alt, primer, segon i tercer cims, en altitud, del terme dels Angles. Després d'ells, el Roc d'Aude, de 2.325 m alt, i el Mont Llaret, de 2.373,5, situats aproximadament al centre de la comuna, són els altres sostres del terme. Ja a més distància es troba el Pic de la Socarrada, de 2.129. Els tres darrers cims esmentats formen la divisòria d'aigües de la Tet i l'Aude.
La resta de termenals de la comuna dels Angles segueix línies arbitràries, des del punt de vista orogràfic, o bé espais geogràfics poc rellevants. Només al nord-oest, de Puig Peric en avall, fa de límit comunal el Rec de Puig Peric, fins a la Bollosa, i de la Bollosa en avall, ho fa la Tet durant un breu tram. El poble dels Angles és a 1.649 m alt, i l'indret de menys elevació del seu terme és a la vora del Llac de Matamala, a la partida del Corral, a 1.535,4.
Termes municipals limítrofs:
|                                                       | Formiguera            |          |
| Angostrina i Vilanova de les Escaldes (Alta Cerdanya) |                       | Matamala |
| Bolquera (Alta Cerdanya)                              | La Llaguna (Conflent) |          |

### El poble dels Angles

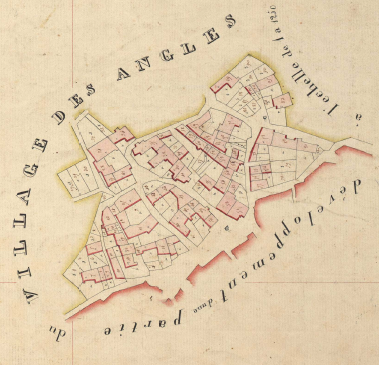
Meitat nord-occidental dels Angles en el Cadastre napoleònic del 1812 (Arxius Departamentals dels Pirineus Orientals, ADPO)

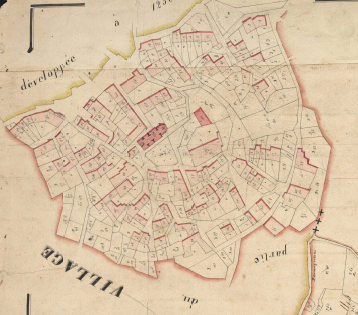
Meitat sud-oriental del poble, en el Cadastre Napoleònic del 1812 (ADPO)

El poble vell dels Angles és aturonat a l'extrem de ponent de la plana per on discorre el riu Aude, a l'esquerra del riu, però bastant allunyat. És al peu del massís coronat pel Roc d'Aude i el Mont Llaret, en el vessant oriental del qual s'estén l'Estació d'esquí dels Angles, que arriba fins al poble mateix. El turó que acull els Angles està coronat pel Castell dels Angles, del qual queden algunes restes visibles, i l'església parroquial actual, de Sant Miquel dels Angles, construïda en part damunt de l'espai que havia ocupat el castell i amb pedres tant procedents del mateix castell com de l'església vella de Sant Salvador dels Angles. Al voltant s'anaren creant els primers barris: Barri de les Guilles, Barri de Roet i el Pujal.

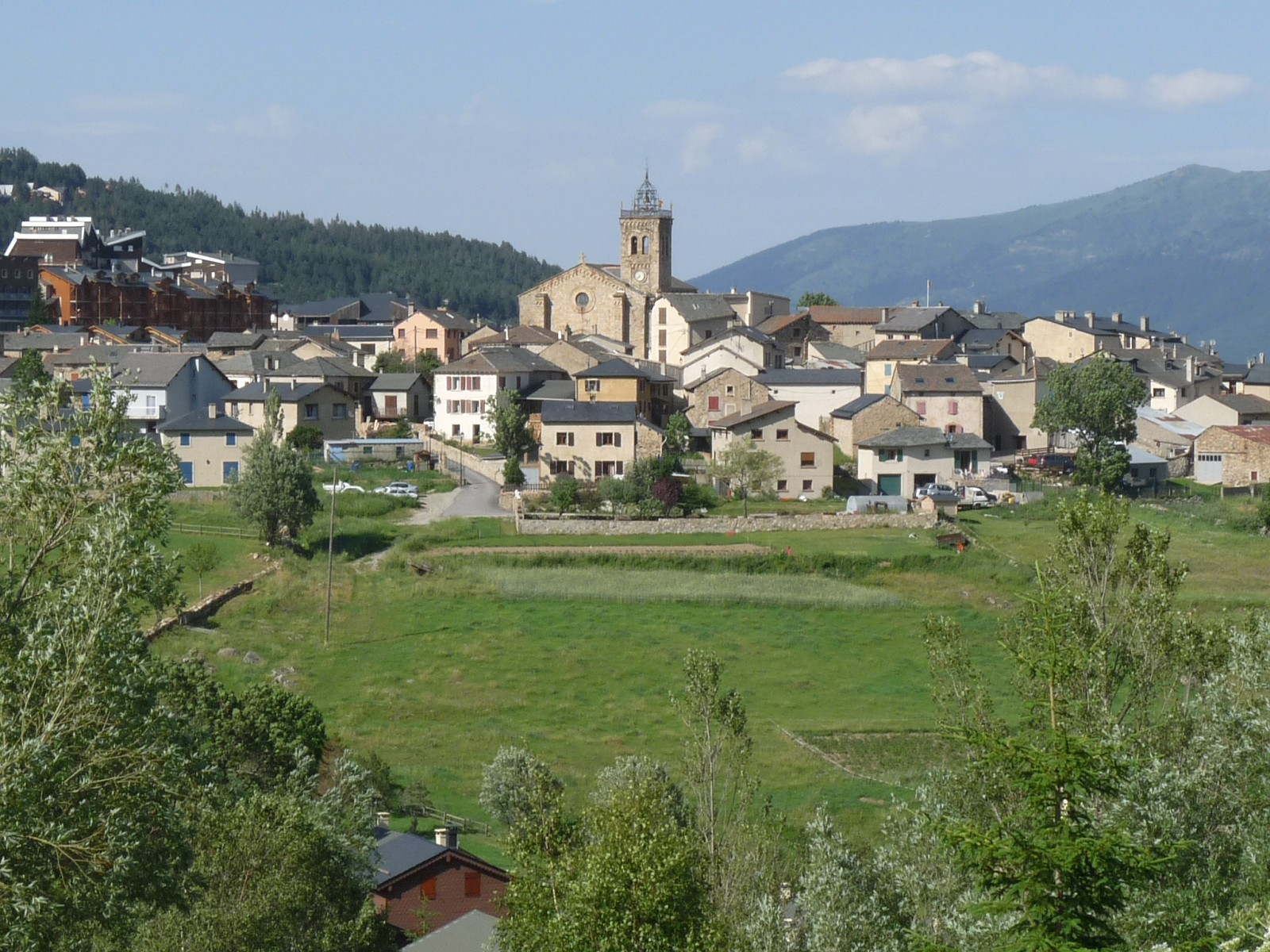
El turó del castell i l'església

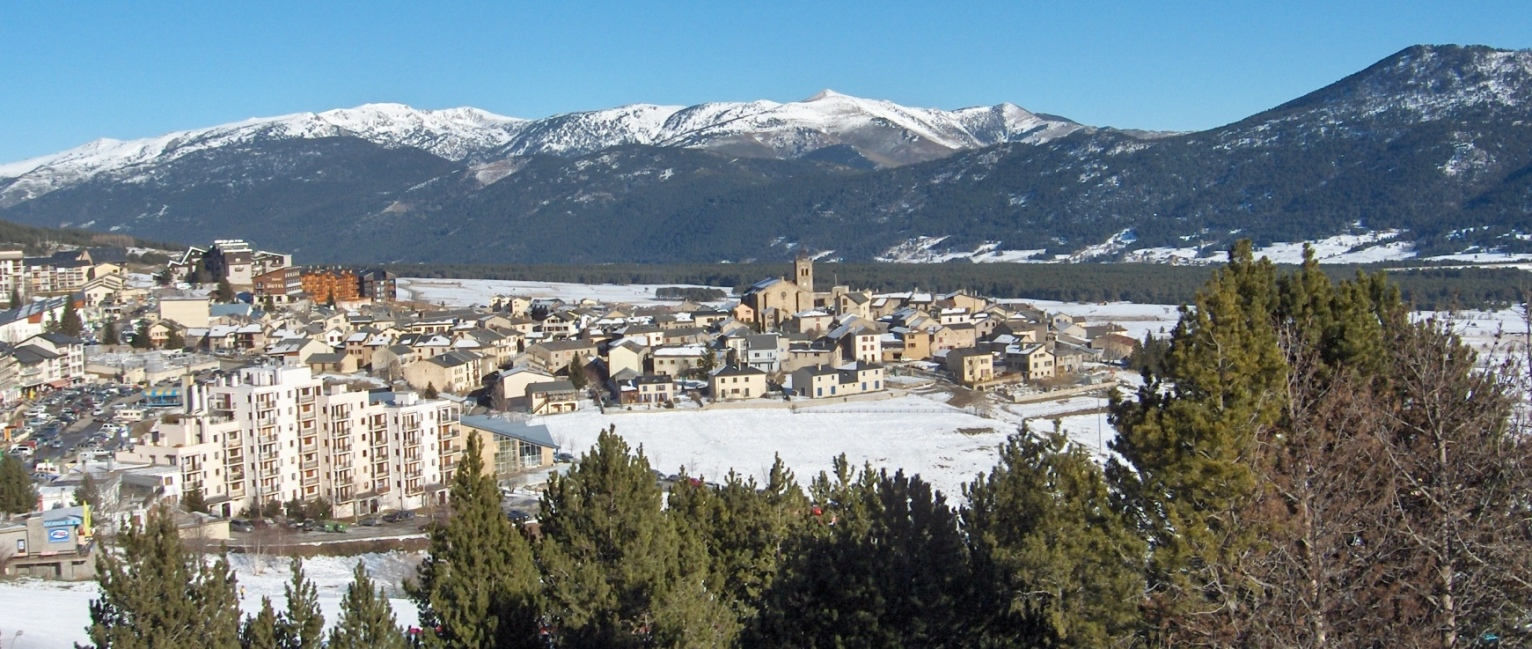
Els Angles, nevat

El poble vell és al sud del nucli urbà actual, que s'ha anat allargassant cap al nord i nord-est mitjançant urbanitzacions modernes (El Balcó del Capcir, Els Centurions, Neu i Sol, La Serra i La Solana), algunes d'elles situades en el coster que es dreça al nord del poble i al nord-est de l'estació d'esquí.

### Sant Salvador dels Angles
L'antiga església parroquial del poble, dedicada a Sant Salvador, és al Serrat del Pujal, uns centenars de metres al nord-est dels Angles, al lloc encara avui dia anomenat l'Església Vella, entre la carretera de Formiguera i el camí de Vallsera.

### Vallsera
L'antic llogaret de Vallsera (o Vallserra per a l'IGN) (en francès Balcère) avui desaparegut, és esmentat per primera vegada el 1011: vallem Ursariam, o vall dels ossos. La forma s'ha contret posteriorment en Valsera, Vallsera, o alguna vegada Vallserola. El 1812, en el Cadastre napoleònic, ja només hi apareix l'església, una farga i una altra construcció aïllada, molt distants entre elles. Les restes de l'església són a prop del límit nord del terme, al lloc anomenat les Esglesietes.

### L'Estació d'esquí
Els Angles té una estació d'esquí a les faldes orientals de les muntanyes del Roc d'Aude i el Mont Llaret, entre les cotes de 1.650 i 2.370 m. La xarxa d'innivació artificial es concentra sobretot a les pistes soleies que donen al pla del Mir i a les pistes de retorn al poble.

Panoràmica de les pistes

### Els masos del terme
En el terme dels Angles hi ha, pròpiament, una sola masia, i és en ruïnes: el Mas de Maneu. Hi ha algunes construccions aïllades, en part per les activitats relacionades amb l'esquí. Entre les antigues, es pot parlar de les barraques de la Jaça de Ganyada, de la Jaça del Pla del Boc, del Bernadí, del Borràs, del Patxiques, la Barraca Vella de la Balmeta, la Cabana de la Balmeta, la de Vallsera, les restes de la Capella de Santa Maria de Vallsera, o l'Esglesieta de Vallsera, la Farga, el Forn de Calç (pronunciat Caus) i el Molí de la Farga, a més de la Creu, la Creu de Bigorra, el Pont d'Aude, o d'Aigua, el Pont de Cirers i les ruïnes de Sant Salvador, o l'Església Vella.
Les activitats contemporànies a l'entorn de les activitats de muntanya han fet que apareguessin tot de construccions modernes: el Centre de Vacances del Pla del Mir, el Centre de Vacances de la PEEP (Federació de pares d'alumnes de l'ensenyament públic), el Centre de Vacances de Rodès, el Refugi de la Creu de Bigorra, o dels Pelegrins, o Pelerins, el Refugi de les Tres Fonts, el Refugi de Vallsera, el Refugi Militar de la Jaça de Bernadí, el Telecabina dels Pelegrins, el Telecabina del Bac, el Telecadira de les Jacetes, el Telecadira del Roc d'Aude, el Teleesquí de Bigorra, el Teleesquí de la Cabana, el Teleesquí del Cérvol, el Teleesquí del Coll Roig, el Teleesquí del Llaret, el Teleesquí de Peborni, el Teleesquí del Pla del Mir, el Teleesquí del Refugi, el Teleesquí del Roc d'Aude, el Teleesquí de Sant Pere, el Teleesquí de Vallsera i el Xalet - Refugi de la Bollosa, alberg de muntanya del Club Alpí Francès.

### Hidrònims

#### Cursos d'aigua
El curs d'aigua més important del terme és l'Aude, també anomenat Aigua de la Ribera d'Aude o Set d'Aude, que discorre des del nord-oest de la comuna dels Angles cap al sud i el sud-est, on s'aboca en el Llac de Matamala. Al nord del terme hi ha les valls del Rec de Vallsera i de la Lladura, que convergeixen a prop de l'extrem nord-est del terme comunal, per tal de continuar, com a la Lladura, cap a Formiguera i abocar-se en l'Aude a Ral.
L'Aude es forma a l'Estany d'Aude, mitjançant cursos d'aigua de muntanya que s'aboquen a l'estany. L'Aude, fins al Llac de Matamala, poc abans del qual hi ha el Salt d'Aude, no rep cap afluent rellevant, només còrrecs de muntanya com l'abans esmentat. Propers, i en part paral·lels a l'Aude, hi ha d'altres cursos d'aigua que en són subsidiaris, però a través del Llac de Matamala, on s'aboquen: el Rec dels Cirers, o Cirerers, el Rec dels Pelats, el Rec del Bac de Savoia i el Rec de la Font Grossa, amb el Reguerot de Prat Gran. Tots dos passen per la zona sud o centre del nucli de població dels Angles.
Al nord del poble es troben els dos altres cursos d'aigua abans esmentats. El Rec de Vallsera, o la Ribereta, que parteix de l'Estany de la Balmeta i al cap de poc d'haver començat el seu curs, de primer cap a l'est i després cap al nord, se li ajunta el Rec de les Balmetes -que prové de les Molleres de les Balmetes- a les Molleres de la Balmeta Petita, moment en què la Ribereta torna a tòrcer cap a llevant. La Ribereta no rep cap afluent rellevat, llevat del que baixa de les Fonts de Llaret, del Rec de Bigorra i de les aigües que provenen del proper Estany de Vallsera, fins que s'aboca en la Lladura.
La Lladura té un recorregut més llarg que l'anterior, però pràcticament tot dins del veí terme de Formiguera. Entra en el dels Angles per la partida de la Lladura, prop de la Creu d'en Pasqual (pronunciat Pascal), i s'hi ajunta de seguida el Còrrec del Drol·li, alimentat pel Rec de les Tres Fonts, i al cap d'un tram, rep el Còrrec de Ganyada. Després, s'hi ajunat el Rec de Vallsera, o Ribereta, a la zona del Molí de la Farga de Vallsera, i es reintegra al terme de Formiguera.
Al sud-oest del terme dels Angles es troba un fragment de la conca de la Tet. En el vessant sud-est del Puig Peric i en el sud-oest del Petit Peric es forma el Rec de la Coma de la Llosa, que passa per les Basses de la Coma de la Llosa i, abans d'arribar a l'Estany de la Llosa, s'ajunta al Rec de Puig Peric, que recull el de la Font de la Balmeta. Un cap a la Jaça de la Balmeta, pren el nom de Rec de l'Esperina i arriba a l'extrem nord de la Bollosa, on s'ajunta amb la Tet. El marge esquerre de la Bollosa rep diversos còrrecs de muntanya, un d'ells procedent de les Basses d'Estany d'Aude, però cap de prou rellevança.

#### Estanys
En el terme dels Angles hi ha nombrosos estanys: dos de grossos (La Bollosa i Llac de Matamala) i, almenys, quatre de més petits: Estany d'Aude, de la Balmeta, de la Llosa i de Vallsera. N'hi ha, encara, alguns de més petits, com les Basses de la Coma de la Llosa, les Basses d'Estany d'Aude, la Bolloseta o els Botassos.

#### Molleres
Pròpies dels paisatges de muntanya, als Angles hi ha la Mollera de la Cabana, la Mollera Rodona, les Molleres de la Balmeta Petita i les Molleres de les Balmetes.

#### Canals d'irrigació
Des del Llac de Matamala cap al nord discorre el Rec de Mata, o de Matamala, i paral·lel al llac pel costat de ponent, el Rec del Corral. Entre el darrer tram anterior al Llac de Matamala i aquest llac hi ha el Rec del Pla del Boc. A l'extrem nord del terme, on s'ajunten la Ribereta amb la Lladura hi ha el Rec del Molí de la Farga, del molí d'aquell indret.

### Orònims
Els topònims que indiquen formes de relleu o accidents geogràfics específics es poden agrupar en boscs: Bosc Comunal dels Angles, que inclou el Bosc de la Mata, el del Malpàs, el del Senescal, el d'en Calbet i el de Vallsera; clots: Clot de les Canals i Clot del Tatalí; collades: Coll, o Collet, de Ganyada, Collet del Camp del Pau, els Collets, Coll Roig; comes: la Coma, Coma de la Llosa, Comall de la Jaça Vella, Coma Mir (sota les aigües del Llac de Matamala), Coma Petita i Coma Rossa; costes: Costa del Pam i Costa Verda; muntanyes: el Llaret, o Mont Llaret, el Petit Peric, Pic de la Socarrada, Puig de Calbet, Puig del Pam, Puig dels Anglars (nom antic del puig on és el castell), Puig Peric, Roc d'Aude; obagues: el Bac, Bac de Ganyada, Bac de Jaguinta, Bac dels Fangs, Bac de Savoia i Bac de Vallsera; planes: Pla de Bigorra, Pla del Mir, Pla de Sallents, la Plana, la Plana de Dellà (submergida part de l'any); roques destacades: Roc de l'Aixecada, Roc de Besiers, Roc del Felip, Roc de la Bernilla, Roc de l'All, o de l'Àliga, Roc de la Por, Roc de les Encantades, Roc del Forat de la Ximeneia Baixa, Roc de l'Home, Roc del Saltador, Roc dels Isards, Roc dels Moros, Roc dels Posells, Roc de Peborní, Roc Roig, Roquetell o Serrat de les Copes de l'Esperit, Roquetells, serres i serrats: la Serra, Serra de la Barrancosa, Serra del Pla del Bosc, Serra dels Alarbs, Serra dels Fangs, Serra Petita, Serrat de l'Estany d'Aude, Serrat del Frare, Serrat del Pujal i Serrat de Puig de Calbet, i solanes: Solà de Jaguinta, Solà de Roca Goda, Solà de Vallsera, Solà Mal, Solana del Campàs, Solana de les Avellanoses, o de les Vellanoses, Solana de Puig Peric i el Solà Petit.

### El terme comunal
Les principals partides i indrets específics del terme dels Angles són l'Airet, l'Aixecada, l'Avellaner, l'Avellanosa, la Balmeta, la Balmeta Petita, les Balmetes, la Barrancosa, Barrès, el Balç (pronunciat Bauç), la Bollosa, la Cabana, el Camí de les Baralles, el Camp del Govern, el Camp del Miquelet, el Camp dels Pradells, Camporcills, els Camps del Clot, els Camps del Roc, els Camps de Vallsera, el Closal, les Closes, les Closes de Marola, el Comptador, o l'Orinal, de la Corriu, el Corral, el Corral del Corbàs, el Corral del Patxiques (dos de diferents), els Corralets, els Corrals de Darrer Llaret, o de Llaret, el Còrrec, la Cotiva, les Crambes de Vallserola, la Cuga, o Cua, de la Llossa, la Devesa Vella, l'Escala de la Peira, l'Església, o Iglésia, Vella, les Esglesietes, o Esglesieta -Iglesieta- de Vallsera, l'Estació d'esquí dels Angles, l'Estany d'Aude, l'Estany de Vallsera, la Farga, els Fontanals, el Fontanal Fosc, les Fontanelles, la Font de l'Avet, la Font del Bou, la Font del Cascarró, el Forat de la Xemeneia Baixa, els Forats del Roc Roig, Ganyada, o Ganyades, l'Hort del Ricard, els Hortets, la Jaça de Baix de Ganyada, la Jaça de Baix del Senescal, la Jaça de Bigorra, la Jaça de del Patxosa, la Jaça de Ganyada, la Jaça de la Balmeta, la Jaça de la Balmeta Petita, la Jaça de la Costa del Pam, la Jaça de la Llebre, la Jaça de Mollera Rodona, la Jaça del Bernadí, la Jaça del Pelliçós, la Jaça del Pla del Boc, la Jaça dels Camps, la Jaça de Sallents, la Jaça dels Isards, la Jaça del Soler, la Jaça de Naut del Senescal, la Jaça d'en Calbet, les Jacetes, Jus Corral, Jus Vila, la Lladura, les Llanes, el Llaret, la Lliça de l'All, el Malpàs, el Mal Pas de la Bollosa, el Mas del Maneu, la Mata, el Mercadal, les Moles, el Molí de Besiers, la Mollera, la Mollera de la Baliu, la Mollera del Fang, la Mollera del Jordi, o del Jordà, la Mollera del Mig, la Mollera Llarga, la Mollera Rodona, les Moles, Morelló, les Parts, Pas de Jan Sanç, la Passa Llarga, Peborni, la Pedrissa, el Pedrissar del Rafi, el Peu del Bac, la Pinetosa del Ramines, els Pradells, Prat de la Costa, o de la Cassó, Prat del Borràs, Prat de les Fonts, Prat del Garravet, Prat del Jan Sanç, Prat del Casserilles, Prat del Lluc, Prat del Tixeira, Prat Gran, Prat Nou, Prats de la Ribera, Prats del Comú, Prats de les Gavatxes, Prats del Patxiques, Prats del Pi, Prats Mitgers, els Quatre Camins, els Racons de Set d'Aude, Riba Llança, la Ribera, Rigalls de Bigorra, Rigalls d'Estany d'Aude, Sant Pere, les Sanyes, o les Sanyes de la Ribereta, Secossis, els Semis, el Senescal, el Termenal, les Tres Fonts, Vallserola, la Valosa de Paborní, el Vilar i Vora de la Mata.

#### Senyals termenals
Una bona quantitat de topònims dels Angles indiquen els límits del terme comunal. Així, s'hi poden trobar la Creu de la Farga, o del Prat d'en Cortí, la Creu de la Jaceta, la Creu de la Lladura, la Creu de la Serra del Pelat, o de la Serra de la Barrancosa, la Creu de la Serra del Pla del Bosc, la Creu de la Serra Petita, la Creu del Cim de la Passa Llonga, la Creu del Coll de Ganyada, la Creu del Prat de Claveria, la Creu del Roc de l'Aixecada, la Creu d'en Pasqual (pronunciat Pascal), les Creus de la Farga, la Fita del Solà Mal, les Fites de la Mata, la Peira Dreta, o la Peira dels Quatre Batlles, el Piló de la Mata, el Piló del Quatre Camins, el Piló de Coma Mir, el Piló de la Font del Glevessal (els dos darrers, ara submergits), el Piló de la Plana, la Roca Plana, el Roc Cremat, el Roc del Camí de Capcir a Font-romeu, el Roc del Camí dels Angles, el Roc del Comall de la Jaça Vella, el Roc de l'Estanyol de Calbet, el Roc dels Cortalets, el Roc del Serrat de l'Estany d'Aude, el Roc Foguer i el Roc Roig, o Roc Roig de la Jaça d'en Calbet.

## Transports i comunicacions

### Carreteres
Pel terme dels Angles passen fins a cinc carreteres departamentals: la D - 118, la D - 32, la seva variant D - 32f, la D - 4 i la D - 52.
- La D - 118 (N - 116, a la Cabanassa - límit del Capcir, a Puigbalador), que enllaça la Matamala amb la major part dels pobles del Capcir, directament o indirecta, i amb la comarca del Conflent. Per aquesta carretera Matamala dista 6,5 km de la Llaguna, 3,8 de Formiguera i 8,5 de Puigbalador. És la carretera que vertebra les principals comunicacions de Matamala.
- La D - 32 (D - 118, a la Llaguna - D - 118, a Formiguera), només trepitja breument el terme de Matamala a l'extrem sud-occidental del seu terme comunal, prop del Roc del Mel.
- La D - 32f (D - 32, a la Llaguna - D - 118, al Coll de la Quillana) és la variant de l'anterior que permet la unió de les dues carreteres anteriorment esmentada.
- La D - 52 (Matamala - D - 32, als Angles) uneix aquestes dues poblacions capcineses.

### Transport públic col·lectiu
Pels Angles passa la línia 261, que enllaça amb la 260 per tal d'anar cap a Perpinyà, fa el traçat de Montlluís a Formiguera passant per la Llaguna, els Angles i Matamala. Cobreix tres serveis diaris en cada direcció, i un de sol el diumenge i dies de festa.

### Els camins del terme
Entre els camins del terme dels Angles, n'hi ha que uneixen aquest poble amb els pobles i termes veïns, com el Camí de Bernadí, des de la Llaguna, el Camí de la Capella, des dels Angles, el Camí de la Capella, des de Matamala, el Camí de la Balmeta, des de la Llaguna, el Camí de la Lladura, des de Formiguera, el Camí del Pla del Boc, des de la Llaguna, el Camí Ral, de Montlluís a Formiguera, el Camí Vell de Montlluís, o de la Font de l'Avet, la Ruta de Formiguera, la Ruta de Montlluís a Formiguera, la Ruta o Camí de Matamala, la Ruta de Montlluís i el Torn del Capcir. L'extensió, gran, del terme, fa que hi hagi molts camins interns, com el Camí de Ganyada, el de Jaguinta, el de Jus Prat, el de Jus Vila, el de la Balmeta, o de la Font Grossa, el de la Capella, el de la Font del Bou, el de la Lladura, abans de la Jaça dels Camps, el del Corral, el de les Baralles, el de les Parts, el del Peu de la Solana, o de l'Esglesieta, el del Pla del Boc, el del Senescal, el dels Hortets, el del Solà, o de la Font del Vilar, el dels Prats del Comú, el de Riba Llança, o de Besiers, el de Secossis, el de Vallsera, la Carrerassa, o Camí de la Font de les Nines, el Corriol del Mener, el Corriol del Picoli, el Corriol dels Burros, la Ruta de Ganyada, la Ruta de la Bollosa, la Ruta de la Lladura, la Ruta del Barratge, o Resclosa, del Llac, la Ruta del Pla del Mir i la Ruta de Vallsera.

## Activitats econòmiques
La nombrosa presència de bosc en el terme dels Angles ha fet que, tradicionalment, l'explotació de la fusta fos una de les bases de l'economia local. A part del gran bosc de la Mata, els boscos de Vallsera, del Malpàs, de Barrès i del Calbet (la major part integrats actualment en el Bosc Comunal dels Angles) permeten que encara avui dia aquesta indústria sigui important, si bé les activitats turístiques a l'entorn de l'esquí durant el període hivernal, o d'altres activitats de muntanya tot l'any, han pres el paper primer des de les darreres dècades del segle xx.
A les activitats agrícoles es dedica poc més d'un centenar d'hectàrees, sobretot per al conreu de patates, així com per a prats i farratge i una mica de sègol. La ramaderia té una certa presència, amb una quarantena de caps de bestiar boví, tot i estar en clar retrocés a causa de l'increment del turisme.

## Història

### Prehistòria
En la construcció de la urbanització de la Solana s'han trobat nombrosos vestigis d'habitatges prehistòrics o protohistòrics, com peces de ceràmica d'aquells períodes històrics.

### Edat mitjana
El lloc és mencionat, pels primers cops, sota els noms de sanctus Salvador de Angulis el 908, després alodium de Angulas el 965. El 965, Sunifred, comte de Cerdanya, cedí el territori dels Angles a l'abadia de Sant Miquel de Cuixà, juntament amb el de Matamala. Aquest domini es prellongà en el temps fins a la Revolució Francesa i la fi de l'Antic Règim.

### Edat Moderna
El bosc de Mata, en part dins del terme dels Angles, suscità nombrosos conflictes a principis del segle xviii, atès que els veïns dels Angles hi van dur a terme nombroses rompudes per a guanyar terreny per a conreus.

## Demografia

### Demografia antiga
La població està expressada en nombre de focs (f) o d'habitants (h)
| 46 f | 44 f | 17 f | 7 f | 4 f | 14 f | 8 f | 48 f | 32 f | 537 h | 107 f | 565 h | 110 f |

(Fonts: Pélissier, 1986.)
Notes:
- 1358: dels quals, 15 focs per a Vallsera;
- 1365: dels quals, 13 focs per a Vallsera;
- 1378: dels quals, 3 focs per a Vallsera.

### Demografia contemporània
| Evolució de la població |      |      |      |      |      |      |      |      |
| 1793                    | 1800 | 1806 | 1821 | 1831 | 1836 | 1841 | 1846 | 1851 |
| 350                     | 573  | 624  | 666  | 697  | 730  | 728  | 725  | 730  |

| 1856 | 1861 | 1866 | 1872 | 1876 | 1881 | 1886 | 1891 | 1896 |
| ---- | ---- | ---- | ---- | ---- | ---- | ---- | ---- | ---- |
| 696  | 705  | 674  | 694  | 574  | 576  | 583  | 501  | 524  |

| 1901 | 1906 | 1911 | 1921 | 1926 | 1931 | 1936 | 1946 | 1954 |
| ---- | ---- | ---- | ---- | ---- | ---- | ---- | ---- | ---- |
| 507  | 515  | 510  | 518  | 511  | 508  | 517  | 341  | 328  |

| 1962 | 1968 | 1975 | 1982 | 1990 | 1999 | 2006 | 2007 | 2008 |
| ---- | ---- | ---- | ---- | ---- | ---- | ---- | ---- | ---- |
| 255  | 277  | 351  | 475  | 528  | 590  | 568  | 565  | 561  |

| 2013 | 2015 |
| ---- | ---- |
| 528  | 528  |

Fonts: Ldh/EHESS/Cassini fins al 1999, després INSEE a partir deL 2004

### Evolució de la població

Població 1962-2008

## Administració i política

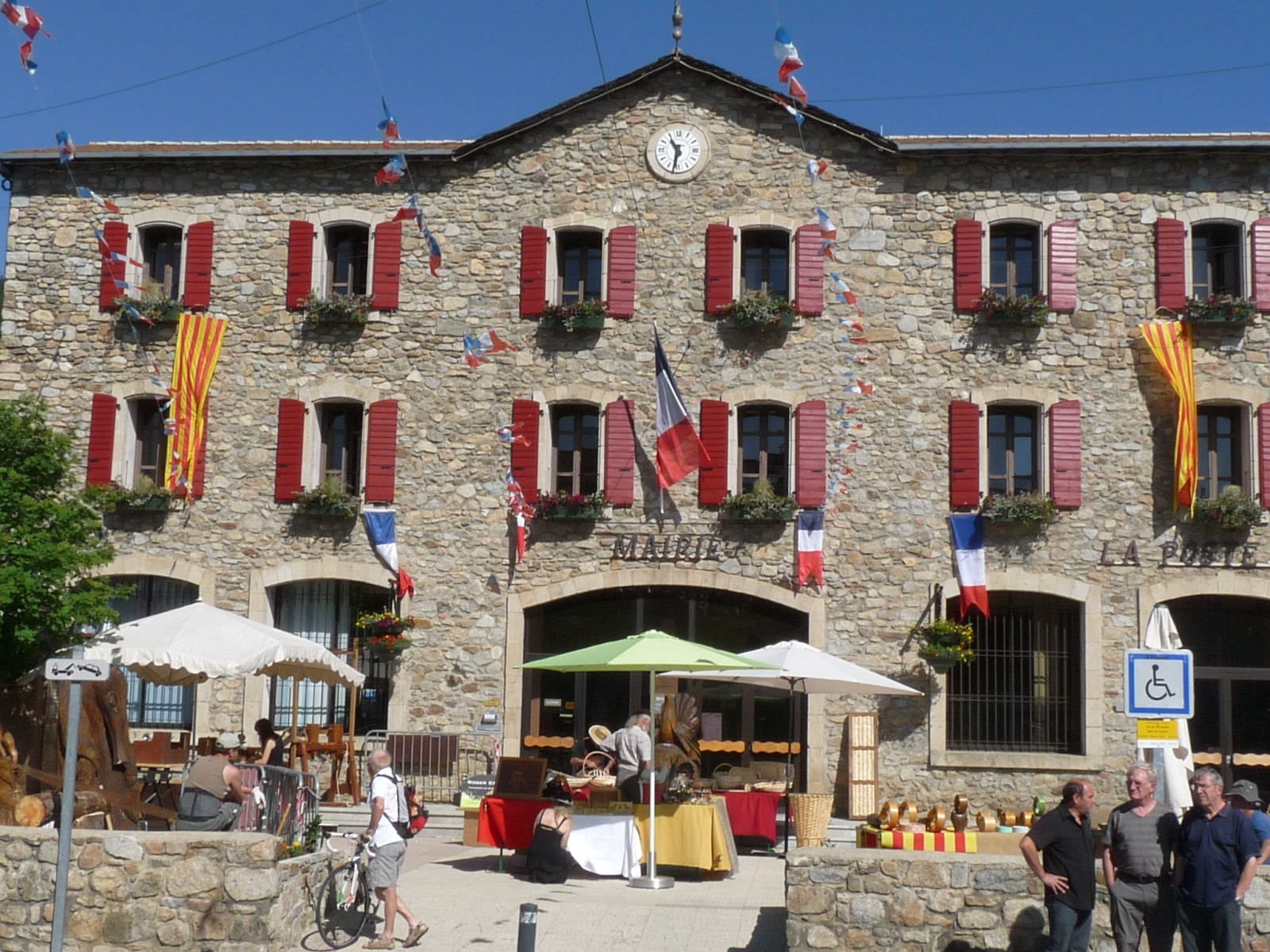
La Casa del Comú

### Batlles
| Alcalde         | Període                       |
| --------------- | ----------------------------- |
| Christian Blanc | Març del 2001 - Març del 2014 |
| Michel Poudade  | Març del 2014 - Moment actual |

### Legislatura 2014 - 2020

#### Batlle
- Michel Poudade, batlle i president de la R. A. S. L.

#### Adjunts al batlle[14]
- 1r: Jean - Louis Lacube
- 2n: Jean - Pierre Cabot
- 3r: Jean - Louis Delpeyrou
- 4a: Christiane Masfarné.

#### Consellers municipals
- Pierre Areny
- Robert Béraud
- Etienne Buscail
- Marisa Gorostiza - Vacher
- Marine Grenier
- France Kopytto
- Lilian Olive
- Catherine Pétrieux
- Alain Vautier
- Laurent Wegscheider.

### Adscripció cantonal

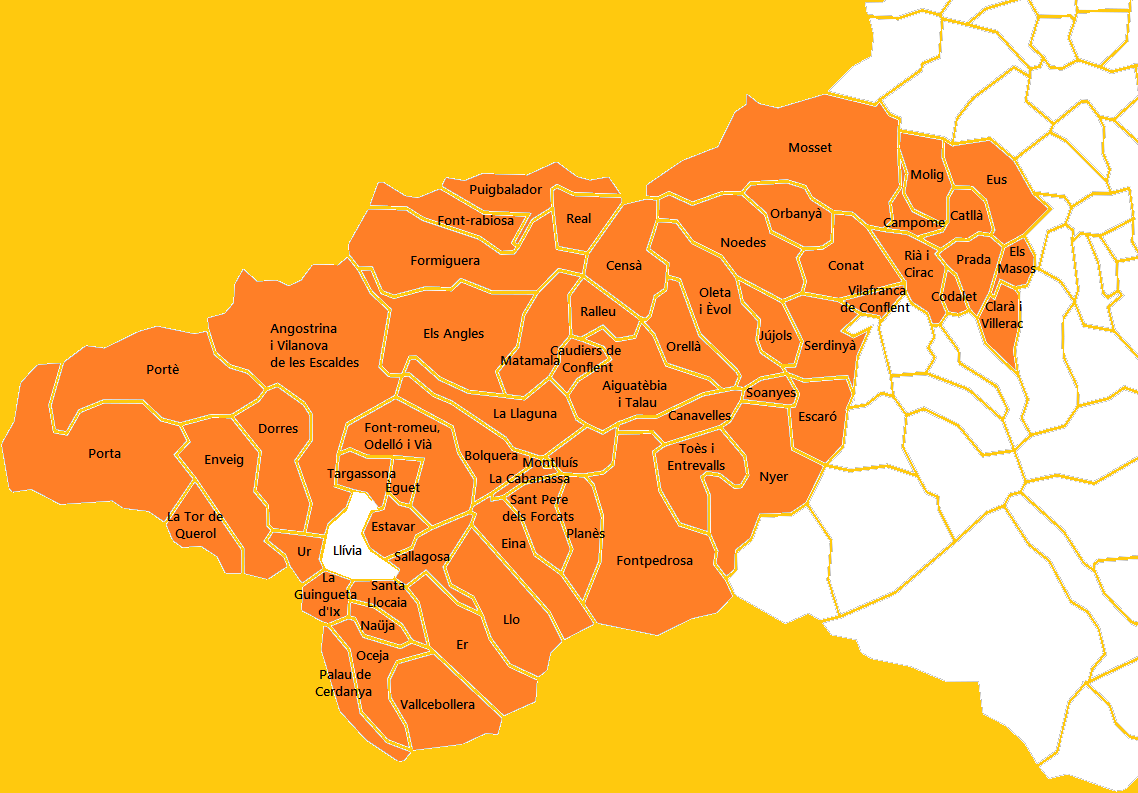
Mapa del Cantó dels Pirineus Catalans

A les eleccions cantonals del 2015 Matamala ha estat inclòs en el cantó número 13, dels Pirineus Catalans, que inclou els pobles d'Angostrina i Vilanova de les Escaldes, Bolquera, Dorres, Èguet, Eina, Enveig, Er, Estavar, Font-romeu, Odelló i Vià, la Guingueta d'Ix, Llo, Naüja, Oceja, Palau de Cerdanya, Porta, Portè, Sallagosa, Santa Llocaia, Targasona, la Tor de Querol, Ur i Vallcebollera, de la comarca de l'Alta Cerdanya, els Angles, Font-rabiosa, Formiguera, Matamala, Puigbalador i Ral, de la del Capcir, i les viles de Montlluís, Prada i Vilafranca de Conflent i els pobles d'Aiguatèbia i Talau, la Cabanassa, Campome, Canavelles, Catllà, Caudiers de Conflent, Censà, Clarà i Villerac, Codalet, Conat, Escaró, Eus, Fontpedrosa, Jújols, la Llaguna, Els Masos, Molig, Mosset, Noedes, Nyer, Oleta i Èvol, Orbanyà, Orellà, Planès, Ralleu, Rià i Cirac, Sant Pere dels Forcats, Sautó, Serdinyà, Soanyes i Toès i Entrevalls, de la del Conflent, amb capitalitat a Prada. Són conselleres per aquest cantó Jean Castex i Hélène Josende, de la Unió de la Dreta.

### Serveis comunals mancomunats
Els Angles forma part de la Comunitat de comunes dels Pirineus Catalans, amb capitalitat a la Llaguna, juntament amb Aiguatèbia i Talau, els Angles, Bolquera, la Cabanassa, Caudiers de Conflent, Censà, Eina, Font-romeu, Odelló i Vià, Font-rabiosa, Formiguera, la Llaguna, Matamala, Montlluís, Planès, Puigbalador, Ralleu, Real, Sant Pere dels Forcats i Sautó.

## Educació i Cultura

### Educació
Als Angles hi ha una escola amb dues seccions, la de maternal i la de primària. Per tal de cursar la secundària, cal anar als col·legis Climàtic i Esportiu o El Bosc de Font-romeu, el col·legi Cerdanya, de la Guingueta d'Ix, o a La Perla Cerdana, d'Oceja. El batxillerat es pot cursar al Liceu Agrícola del Mas Blanc, de la Guingueta d'Ix, o al Pierre de Coubertin, de Font-Romeu.

### Cultura popular i tradicional
Joan Amades, en el seu costumari, fa esment d'una tradició d'entremesos, o balls parlats que, als pobles del Capcir, Conflent i Vallespir, que simulaven un Bou Roig el diumenge de Carnestoltes. L'any 2000, amb motiu de la Festa Major de la Mare de Déu d'agost, es va estrenar per primera vegada el Bou Roig anomenat Eloi, en memòria del sant del mateix nom que va salvar el poble de la pesta bovina l'any 1925.

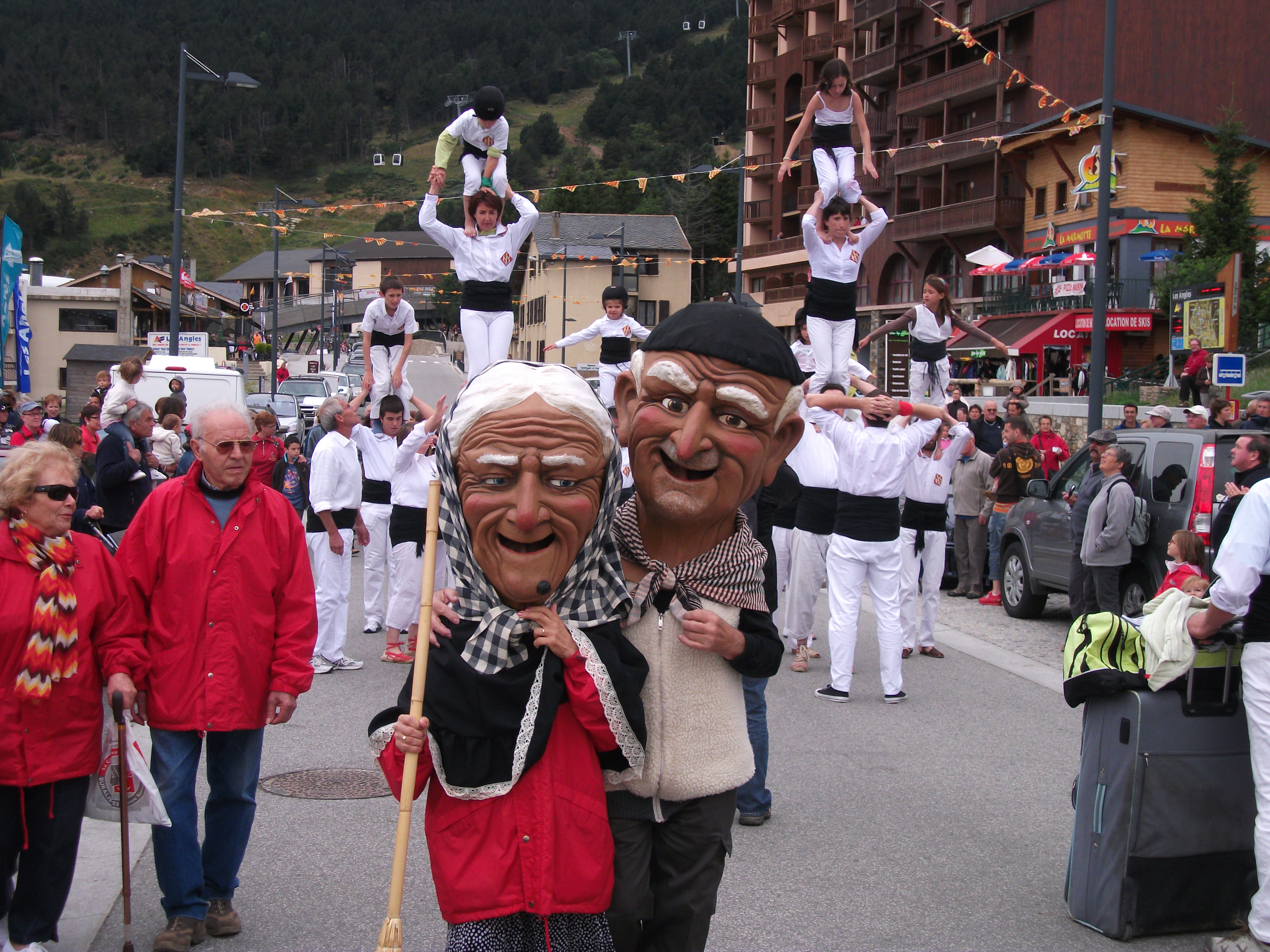
Capgrossos dels Angles i Falcons del Riberal

Els Angles és dels pobles de la Catalunya del Nord que té elements propis de la cultura popular i tradicional catalana. En concret, una colla gegantera amb gegants i capgrossos propis. Als Angles no hi havia tradició gegantera antiga, però el 15 de novembre del 2000 van arribar al poble l'Auda i en Llaret, els dos gegantsdels Angles que va crear la imaginació de capcinencs, dins de la vella tradició de la cultura catalana.

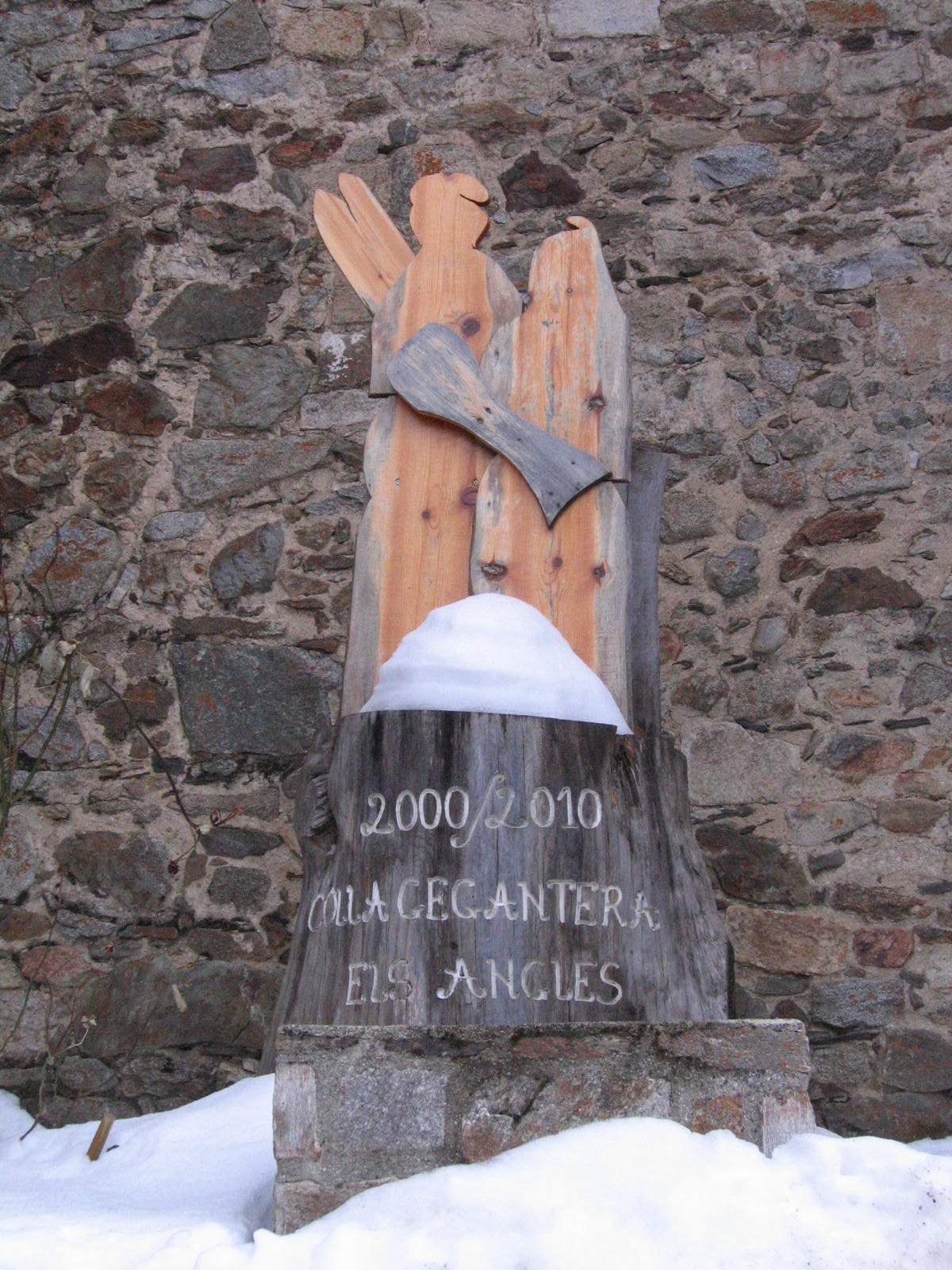
Escultura dedicada als geganters

L'Auda, com explica la pàgina web dels creadors materials dels gegants, representa el poble amb tots els seus aspectes tradicionals, conreus, festes, la natura que l'envolta, la dolçor de la gent i l'amor de la tradició ancestral. Té el nom del riu que neix en el terme i també el nom dels dos pics al peu dels quals s'aixeca el poble els Angles.
En Llaret representa, sempre segons la mateixa pàgina web, l'aspecte més hivernal del poble-estació, amb lleures com l'esquí, l'esport en general, el treball, la robustesa dels anglesencs. Porta el nom del segon pic del terme, que, juntament amb el Roc d'Aude, forma el massís de Llaret. Els nostres dos gegants van vestits a l'antiga usança dels pagesos de l'altiplà capcinès de principis del segle xx.